# آندرانیک هویان
آندرانیک هُویان (به ارمنی: Անդրանիկ Հովուեան)، (زاده ۲۸ مهٔ ۱۹۳۳ - درگذشته  ۲۱ ژوئن ۲۰۱۵)، باستان‌شناس، پژوهشگر، ایران‌شناس و نویسنده ارمنی‌تبار اهل ایران بود.

## زندگی‌نامه
آندرانیک هُویان فرزند «سیمون هُویان» و «یودوکسیا رالی»، در ۲۸ مهٔ ۱۹۳۳ (۷ خرداد ۱۳۱۲) در قزوین به دنیا آمد. اجداد پدری او از ارمنی‌های ترکیه و اجداد مادری‌اش، یونانی الاصل بودند. او دانش‌آموخته دبیرستان البرز و «دبیرستان تمدّن» بود. در سال ۱۹۵۴ (۱۳۳۳) تحصیلات دانشگاهی خود را در «دانشکده ادبیات دانشگاه تهران» آغاز کرد و در سال ۱۹۵۸ (۱۳۳۷)، در رشته باستان‌شناسی و در سال ۱۹۶۵ (۱۳۴۴)، در رشته تاریخ لیسانس گرفت.
آندرانیک هویان پیش از آغاز فعالیت‌های فرهنگی‌اش، ورزشکار بود. او که از دوره دبستان، علاقه‌ای وافر به ورزش داشت، پس از ورود به دوره دبیرستان و کسب مقام‌های قهرمانی متعدد با انجمن ورزشی دبیرستان البرز، رسماً به تمرین فوتبال پرداخت و به «تیم فوتبال کیان»، یکی از باشگاه‌های تیم تاج (استقلال) پیوست. دوره‌ای از فوتبال کناره‌گیری کرد و با تشویقِ برادر خود به دوچرخه‌سواری پرداخت و در این ورزش نیز مدال‌های قهرمانی متعددی از آن خود کرد. هُویان از مؤسسین تیم باشگاه فوتبال آرارات تهران بود که در سال ۱۹۵۵ (۱۳۳۴)، با تشکیل آن، به تیم پیوست و اولین کاپیتان تیم باشگاه فوتبال آرارات تهران در تاریخ خود شد. هُویان بعدها مربی و سرپرست تیم باشگاه فوتبال آرارات تهران شد. کارو حق وردیان یکی از شاگردان وی در این دوره است. پس از فارغ‌التحصیلی از دانشگاه تهران، از فعالیت‌های ورزشی کناره‌گیری کرد و در عرصه فرهنگی کوشید.
از آندرانیک هویان دو فرزند به نام‌های کریست و لوریس به یادگار مانده است. فرزند ارشد او، کریست هویان، گرافیست، کارتونیست و کاریکاتوریست برنده جوایز بین‌المللی و فرزند کوچکتر، لوریس هویان، موسیقیدان و رهبر ارکستر است.

## درگذشت
آندرانیک هویان بعد از ظهر روز یکشنبه ۲۱ ژوئن ۲۰۱۵ (۳۱ خرداد ۱۳۹۴)، پس از دوره‌ای بیماری، در سن ۸۲ سالگی در منزل خود در تهران درگذشت و در «آرامستان ارامنه تهران (بوراستان)» در جاده خاوران به خاک سپرده شد.

## فعالیت‌های آندرانیک هُویان
- فعالیت در موزه ایران باستان
- ریاست اداره «فرهنگ و هنر» گرگان و آبادان
- مدیرکل اداره «فرهنگ و هنر» استان زنجان
- پژوهش و نگارش ده‌ها عنوان مقاله در نشریات معتبر تاریخی و فرهنگی و نیز یازده عنوان کتاب
- همکاری با دائره‌المعارف بزرگ اسلامی
- تأسیس موزه بنای رختشویخانه زنجان
- تأسیس «صداخانه» مجهز و راه‌اندازی سالن نمایش فیلم مخصوص کودکان در زنجان
- تأسیس «انجمن سینمای جوان»
- راه‌اندازی «گروه کُر» صدنفره و بسط و توسعه «موزه آبادان»
- بهره‌برداری از تالار فخرالدین اسعد گرگانی در گرگان

## مقالات
- فرهنگ مشترک ایرانیان و ارمنیان،جشن تیرگان یا آب پاشان و وارتاوار،دوهفته نامه «هویس» شماره ۸۶٬۱۹ آبان:۱۳۸۹
- روابط فرهنگی ایرانیان و ارمنیان، «مطالعات میان فرهنگی»، تابستان ۱۳۸۹، سال پنجم، شماره ۱۲، (۲۰ صفحه - از ۱۵۱ تا ۱۷۰)
- میرداودخان و قدیمی‌ترین کتاب فارسی‌زبان چاپ پاریس، «پیام بهارستان»، دوره دوم، پاییز ۱۳۸۸، شماره ۵ (۱۰ صفحه - از ۱۲۳ تا ۱۳۲)
- نسخه خطی کتاب النجات ابوعلی سینا، «گزارش میراث»، بهمن و اسفند ۱۳۸۷، شماره ۲۹ و ۳۰ (۳ صفحه - از ۲۳ تا ۲۵)
- اثر: مسجد کبود ایروان، گلستان هنر، پاییز ۱۳۸۶، شماره ۹ (۶ صفحه - از ۱۱۷ تا ۱۲۲)
- ناصرالدین شاه عکاس، گلستان هنر، تابستان ۱۳۸۶، شماره ۸ (۹ صفحه - از ۵۲ تا ۶۰)
- برگی از تاریخ: انتخابات ارمنیان در دوره مشروطه، «پیام بهارستان»، مرداد ۱۳۸۵، شماره ۶۲ (۹ صفحه - از ۳۶ تا ۴۴)
- ماتناداران کهن‌ترین گنجینه نسخه‌های خطی، «آینه میراث»، دوره جدید، بهار ۱۳۸۵، شماره ۳۲ «علمی-ترویجی» (۱۱ صفحه - از ۳۶۲ تا ۳۷۲)
- آداب میلاد مسیح،مجله: «اخبار ادیان» دی ۱۳۸۳ - شماره ۱۱ (۱ صفحه - از ۶۹ تا ۶۹)
- تاریخچه مسیحیت در ایران،مجله: «اخبار ادیان» اردیبهشت ۱۳۸۳ - شماره ۷ (۶ صفحه - از ۵۸ تا ۶۳)
- ایران‌شناسی: اشتراکات و روابط فرهنگی ایرانیان و ارمنیان،مجله: «مطالعات ملی» بهار ۱۳۸۳ - شماره ۱۷ (۳۴ صفحه - از ۱۸۵ تا ۲۱۸)
- استان سمنان، مجله: «نامه اتاق بازرگانی» اردیبهشت ۱۳۷۹ - شماره ۳۸۵ (۳ صفحه - از ۳۰ تا ۳۲)
- استان گلستان،مجله: نامه اتاق بازرگانی » آذر ۱۳۷۸ - شماره ۳۸۰ (۲ صفحه - از ۳۹ تا ۴۰)
- آشنایی با جاذبه‌های استان آذربایجان خاوری، مجله: «نامه اتاق بازرگانی» خرداد ۱۳۷۷ - شماره ۳۶۲ (۴ صفحه - از ۴۲ تا ۴۵)
- نامه‌های رسیده: خوزستان و آثار تاریخی آن، مجله: «نامه اتاق بازرگانی» مهر ۱۳۷۶ - شماره ۳۵۴ (۱ صفحه - از ۵۱ تا ۵۱)
- سالن تئاتر زرتشتیان،مجله: «چیستا» دی و بهمن ۱۳۷۲ - شماره ۱۰۴ و ۱۰۵ (۷ صفحه - از ۴۳۶ تا ۴۴۲)
- نخستین تماس با شکسپیر، مجله: «تئاتر» بهار ۱۳۶۸ - شماره ۴ و ۵ (۱۴ صفحه - از ۱۰۳ تا ۱۱۶)
- قره کلیسا، مجله: «بررسی‌های تاریخی» دی ۱۳۴۶ - شماره ۱۱ (۱۶ صفحه - از ۱۹۵ تا ۲۱۰)
- جشن تیرگان یا آبریزان و ردپای آن در دیگر نقاط جهان، فرهنگ عامه • انسان‌شناسی دین • تاریخ فرهنگی-اجتماعی-اداری ایران
- تئاتر انجمن فرهنگی و ورزشی آرارات
- جراید و چاپخانه‌های ارمنیان تهران
- جهان‌نمای جدید نخستین اثر فارسی‌زبان جغرافیای جهان
- صد چهره، نگاهی دیگر به یپرم خان
- رفیع‌ترین بنای جهان اسلام، روزنامه همشهری، سال ۱۳۸۵
- منحصربه فردترین معماری صخره‌ای جهان، روزنامه همشهری، سال ۱۳۸۵
- کلیسای استپانوس مقدس / ایران زیبا، روزنامه همشهری، سال ۱۳۸۵
- زیگوراتی برای اونتاشگال، روزنامه همشهری، سال: ۱۳۸۵
- خرم و پرگل و ریحان / آشنایی با جاذبه‌های گردشگری و طبیعت استان گلستان، روزنامه همشهری، سال ۱۳۸۵

## یادداشت
1. ↑  ۱۳۹۴–۱۳۲۵